# Öregcsertő
Öregcsertő è un comune dell'Ungheria di 972 abitanti (dati 2005). È situato nella contea di Bács-Kiskun.